# آسانسور (فیلم کوتاه)
آسانسور (فیلم کوتاه) دومین فیلم کوتاه علی کریم است.

## خلاصه فیلم
آسانسوری مسافران خود را در نقاط مختلف سوار می‌کند

## بازیگران
| بازیگر         | نقش            |
| -------------- | -------------- |
| ماه چهره خلیلی | عروس           |
| حسین اسکندری   | پسر سندروم دان |
| مسعود ظریف     | داماد          |
| مهدی یزدی      | نوازنده        |
| اردشیر کاظمی   | پیرمرد         |

## حضور در جشنواره‌ها
- سال ۲۰۰۸ فستیوال فیلم پوسان کره جنوبی
- سال ۲۰۰۸ فستیوال فیلم آسیا تیکا فیلم مدیال ایتالیا
- سال ۲۰۱۱ فستیوال فیلم‌های ایرانی لندن

## جوایز
- برنده جایزه بهترین فیلم کوتاه از UKIFF در سال ۲۰۱۱